# 朴河宣
朴河宣（1987年10月22日—），韓國女演員，名字常被音譯為朴夏仙、朴荷善，2010年憑《同伊》走紅。

## 个人生活
朴河宣的弟弟患有發育障礙，於2019年11月12日因急性心肌梗塞過世。

## 演出作品

### 電視劇
- 2005年：SBS《愛情需要奇蹟》飾演 宋尹珠
- 2007年：KBS《京城醜聞》飾演 蘇英蘭
- 2008年：SBS《王與我》飾演 廢妃慎氏
- 2008年：KBS《傳說的故鄉》飾演 小香兒
- 2008年：KBS《強敵們》飾演 柳冠弼的亡妻 （客串）
- 2009年：KBS《傻瓜》飾演 崔秀延
- 2009年：MBC《不能停止》飾演 李珠雅
- 2010年：MBC《同伊》飾演 仁顯王后閔氏
- 2011年：MBC《Highkick3短腿的反擊》飾演 朴河宣
- 2013年：KBS《廣告天才李太白》飾演 白智允
- 2013年：MBC《Two Weeks》飾演 徐仁惠
- 2013年：tvN《馬鈴薯星2013QR3》飾演 張律fans（客串）
- 2013年：MBC《Drama Festival－李箱以上》飾演 京惠
- 2014年：SBS《Three Days》飾演 尹寶媛
- 2014年：SBS《誘惑》飾演 羅弘珠
- 2016年：tvN《獨酒男女》飾演 朴河娜
- 2019年：Channel A《平日下午3點的戀人》飾演 孫智恩
- 2020年：tvN《產後調理院》飾演 趙恩靜
- 2020-21年：KakaoTV《媳婦過渡期》飾演 閔思璘（2季）
- 2021年：MBC《黑色太陽》飾演 徐秀妍
- 2021年：MBC《莫比烏斯：黑色太陽》飾演 徐秀妍
- 2023年：KBS《Drama Special－太太為什麼給男僕吃肉》
- 2024年：U+Mobiletv《塔羅牌：租屋區媽媽》飾演 英智的母親[4]
- 2025年：TVING《春畫戀愛談》飾演 庨珍翁主（特別出演）
- 2025年：Pulse Pick《精神病患呂純貞》飾演 呂純貞[5]

### 電影
- 2006年：《詭公寓（朝鲜语：아파트 (영화)）》饰演 李贞红
- 2007年：《不死的媽媽（朝鲜语：어머니는 죽지 않는다）》饰演 智慧
- 2008年：《傻瓜（朝鲜语：바보 (2008년 영화)）》饰演 智仁
- 2010年：《注文津（朝鲜语：주문진 (영화)）》饰演 素熙
- 2010年：《我从釜山来（朝鲜语：영도다리 (영화)）》饰演 仁华
- 2011年：《世界上最美麗的离别（朝鲜语：세상에서 가장 아름다운 이별 (영화)）》饰演 郑妍秀
- 2011年：《冠軍》饰演 允熙
- 2012年：《音痴診所（朝鲜语：음치클리닉）》饰演 罗东珠
- 2016年：《奪路而逃》（中國3D动作喜劇電影）
- 2017年：《青年警察》飾演 李珠熙
- 2017年：《罗马假日（朝鲜语：로마의 휴일 (2017년 영화)）》饰演 姜善映（友情出演）
- 2021年：《告白（朝鲜语：고백 (2021년 영화)）》饰演 吴顺
- 2022年：《第一个孩子（朝鲜语：첫번째 아이）》饰演 李贞雅
- 2022年：《同感》饰演 社会系教授（特别出演）
- 2023年：《你想去哪里（朝鲜语：어디로 가고 싶으신가요）》[6]

### 綜藝節目
- 2011年：KBS2《Happy Together》
- 2015年：MBC《真正的男人》（女兵特輯2）
- 2016年：On Style 《Lipstick Prince》
- 2019年：tvN《傻瓜們的監獄生活》
- 2020年：JTBC《首爾沒有我們家》（固定成員）

### 电台节目
- 2020年至今：SBS PowerFM《朴河宣的CineTown》

### MV
- 2006年：趙恩《反省文》
- 2006年：Bobby Kim《青鳥》
- 2012年：Juniel《illa illa》（與姜敏赫）
- 2012年：4K《Bye Bye Bye》

## 廣告
- 2006年：LG電訊
- 2008年：伊恩電腦
- 2010年：現代設計、omparoseu
- 2011年：嬌蘭·禁雨
- 2011年：FREDDY服裝、米莎
- 2011年：日東製藥Aronamin C Plus
- 2012年：FREDDY服裝、米莎
- 2012年：東原雞胸肉
- 2012年：Cowafin（食品）
- 2014年：達納漢
- 2016年：大元藥業呼叫大元S
- 2021年：Dongsuh Foods Maxim Mocha Gold Mild

## 宣傳大使

### 2010年
- 深圳韓國電影節大使（五月）
- 心心基金會大使（九月）

### 2011年
- 浦項駐慶尚北道大使

### 2012年
- 藍色有機物大使
- 第16屆富川國際奇幻電影節大使（PiFan）
- Apex Live 農村社區總部公關大使
- 韓國紅十字會大使

## 獎項
| 年份   | 大獎                 | 獎項                  | 作品                    | 結果 |
| ------ | -------------------- | --------------------- | ----------------------- | ---- |
| 2010年 | MBC演技大賞          | 女子新人演技賞        | 《同伊》                | 獲獎 |
| 2011年 | MBC演藝大賞          | 情境喜劇部門 優秀獎   |                         | 獲獎 |
| 2012年 | 第48屆百想藝術大賞   | 電視劇部門 女子綜藝賞 | 《Highkick3短腿的反擊》 | 獲獎 |
| 2021年 | 第16屆首爾國際電視節 | 女子演員賞            | 《兒媳期》              | 提名 |

## 外部連結
- 朴河宣的Instagram帳戶 
- 朴河宣的X（前Twitter） 
- 朴河宣在NAVER上的资料
- 朴河宣 （页面存档备份，存于）在Cyworld的頁面 
- 朴河宣在me2day的頁面 
- 朴河宣 （页面存档备份，存于）在Daum cafe的頁面 